# پابلو کاسالس
پابلو کاسالس (اسپانیایی: Pablo Casals‎; ۲۹ دسامبر ۱۸۷۶ – ۲۲ اکتبر ۱۹۷۳) یک رهبر ارکستر، و آهنگساز اهل اسپانیا بود.
او به عنوان برجسته‌ترین نوازنده ویلون سل نیمه اول قرن بیستم و یکی از برجسته‌ترین نوازندگان ویلون سل در کل تاریخ به‌شمار می‌آید.
کاسالس در طول زندگی حرفه‌ای خود، تکنوازی، و قطعات ارکستر بسیاری را ضبط و اجرا کرد. به روایتی او بخاطر ضبط قطعه ویلون سل اثر یوهان سباستیان باخ که از سال ۱۹۳۶تا ۱۹۳۹ ساخت، شهرت پیدا کرد.

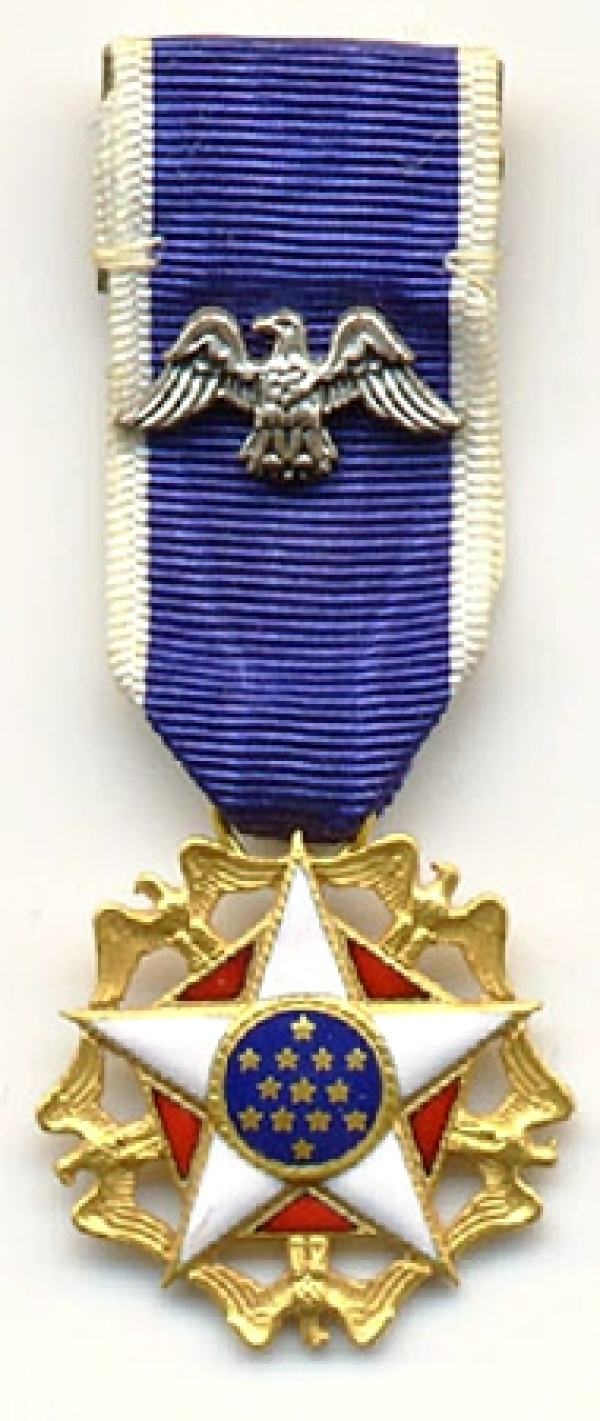
مدال آزادی ریاست جمهوری آمریکا

## جوایز
در سال ۱۹۶۳ مدال آزادی ریاست جمهوری توسط جان اف کندی رئیس‌جمهور آمریکا به او اهدا شد.

## افتخارات
یک بزرگراه در اسپانیا به نام کاسالس نامگذاری شده‌است.
همچنین رقابت بین‌المللی موسیقی پابلو کاسالس از سال ۲۰۰۰ هر چهار سال یک بار در شهر فرانکفورت آلمان برگزار می‌شود.
در این رقابت، نوازندگان نخبه ویلون سل کشف می‌شوند.